# Francisco Javier Rodríguez Pinedo
Francisco Javier Rodríguez Pinedo (Mazatlán, Sinaloa, México; 20 de octubre de 1981) es un exfutbolista mexicano que jugaba de defensa central.

## Trayectoria

### Club Deportivo Guadalajara
Tuvo su debut en Primera División con el Club Deportivo Guadalajara en el Apertura 2002. Fue el miércoles 16 de octubre de 2002 cuando Daniel Guzmán le dio la oportunidad de debutar ante Monarcas Morelia en el Estadio Jalisco.
Con el paso del tiempo logra consolidarse como titular indiscutible en la defensa junto a Héctor Reynoso y Carlos Salcido, teniendo grandes actuaciones en la liga y en torneos internacionales como la Copa Libertadores, lo que lo catapultó a la Selección Nacional.
En el Apertura 2006 fue pieza clave para que Guadalajara lograra su undécimo campeonato, al empatar el marcador a 1-1 (2-2 global) en el juego de vuelta de la final realizado en la ciudad de Toluca. Con un potente remate de cabeza que bordeo al arquero le dio vida al Rebaño que minutos después salió victorioso, con un marcador de 2-1.

### PSV Eindhoven
El 9 de mayo de 2008 se hace oficial su fichaje al club neerlandés PSV Eindhoven con quien Guadalajara ya mantenía varios meses de negociaciones. El club neerlandés confirmó el acuerdo alcanzado con Guadalajara por el traspaso del zaguero. A través de su página de internet, informó de las negociaciones entre las directivas rojiblancas. Se llegó a un acuerdo por el jugador en una transferencia que rondó los USD $ 9,000,000 y sólo faltaba que el jugador y el club se pusieran de acuerdo con el salario. El club neerlandés destacó el palmarés del defensor, quien ha disputado más de 40 partidos con la selección mexicana, además de asistir a la Copa Mundial de Fútbol de 2006, donde participó 45 minutos ante Portugal, en la fase de grupos. De esta manera, se convierte en compañero de equipo de su compatriota Carlos Salcido, con quien ha jugado en varias ocasiones por la selección mexicana.
Realizó su debut por los granjeros el 23 de agosto frente al Feyenoord por la Supercopa Johan Cruyff entrando en reemplazo de Carlos Salcido a los 76 minutos del encuentro, el cual fue ganado por 0-2 conquistando así el primer título en su nuevo club. Su debut internacional en competencias europeas se produjo el 16 de septiembre frente al Atlético Madrid por la primera fecha de la fase de grupos de la Liga de Campeones 2008-09, ingresando a los 74 minutos por Jérémie Bréchet en la derrota por 0-3 frente a los españoles. El 20 de septiembre juega su primer partido por la Eredivisie siendo titular en la derrota por 1-0 frente al AZ Alkmaar por la tercera fecha de la temporada 2008-09, siendo reemplazado a los 87 minutos por Stefan Nijland. El 22 de noviembre anotó su primer gol por el PSV en la goleada por 4-0 sobre el Heracles Almelo por la duodécima fecha de la Eredivisie con un remate desde 30 metros a los 15 minutos de partido, el cual significó la apertura del marcador.

### VfB Stuttgart
El 14 de julio de 2011 Rodríguez firmó un contrato de tres años con el VfB Stuttgart de Alemania. Rodríguez hizo su debut en la Bundesliga el 6 de agosto en una victoria por 3-0 ante el Schalke 04, donde además asistió a los 37 minutos a Cacau para que anotara el 1-0 transitorio. El 22 de octubre anotó su primer gol en la Bundesliga tras anotar de cabeza el empate a 2 frente al Núremberg a los 84 minutos del encuentro. El 5 de mayo de 2012 anotó su segundo gol en la temporada frente al Wolfsburg en la victoria por 3-2 en un encuentro válido por la última fecha de la 1. Bundesliga 2011/12, lo que los clasificó a la Europa League para la próxima temporada. Su equipo culminó en el sexto lugar de la tabla con 53 puntos, con el "Maza" siendo disputando gran parte de la temporada como titular en la zaga del equipo suabo junto a Serdar Taşçı. Rodríguez disputó 26 partidos siendo titular en 24 de estos, totalizando 29 presencias contando todas las competiciones (Bundesliga y DFB Pokal).
Inició la temporada 2012-13 siendo titular tanto en la 1. Bundesliga 2012-13 como en la Europa League, pero tras el mal inicio de temporada del cuadro suabo en la competencia local poco a poco fue perdiendo la titularidad en desmedro de Georg Niedermeier y se vio relegado a la suplencia por el entrenador alemán Bruno Labbadia. Tras finalizar la primera rueda del torneo, el "Maza" había sido titular en solo 9 encuentros, mientras que en 5 partidos ingresó desde el banco. Esto también repercutió en la Europa League, donde Rodríguez había iniciado como titular los primeros dos partidos en los Play-off de la competición frente al Dínamo de Moscú, donde tras ganar por 2-0 de local, el empate a 1 en el encuentro de vuelta los clasificó a la fase de grupos. En el primer partido de la fase de grupos fue titular frente al Steaua de Bucarest, cuyo encuentro terminó 2-2. Los siguientes tres partidos fue relegado al banco de suplentes, siendo titular en los dos restantes en la victoria por 1-5 sobre el Steaua de Bucarest y la derrota por 0-1 frente al Molde FK. A pesar de estos irregulares resultados, Stuttgart logró clasificar en el segundo lugar del Grupo E a los dieciseisavos de final gracias a su mejor diferencia de gol que el FC Copenhague, tras quedar ambos igualados con 8 puntos.

### Club América
En noviembre de 2012 previo al receso del mercado invernal en Europa se especulaba su regreso al fútbol mexicano, con el fin de poder alcanzar regularidad que le permitiera mantenerse como titular en la selección mexicana. Se rumoreaba que equipos como América, Chivas y Tigres pretendían su fichaje y era casi un hecho su regreso al Club Deportivo Guadalajara, sin embargo el jugador rechazó la oferta de Chivas y el 2 de enero de 2013 firma por el Club América, archirrival del club donde inició su carrera.
Realizó su debut por las Águilas el 11 de enero en la victoria como visita por 0-2 sobre el Jaguares de Chiapas por la segunda fecha del Torneo Clausura 2013, ingresando a los 68 minutos en reemplazo de Miguel Layún. Tras su llegada, rápidamente se convirtió en inamovible en la defensa del América para el técnico Miguel Herrera, formando parte de la línea de tres defensores junto a Diego Reyes y Aquivaldo Mosquera. En la fase regular del torneo, el Américo culminó ubicado en el segundo lugar con 32 puntos, a solo tres de Tigres que terminó en el primer lugar. En los cuartos de final de los play-off vencieron por un marcador global de 3-1 a los Pumas de la UNAM, tras vencer en el encuentro de ida por 0-1 y ganar en el partido de vuelta por 2-1. En semifinales lograron el paso a la final tras vencer a Monterrey, ya que tras empatar a 2 en el encuentro de ida, vencieron por 2-1 a los Rayados en el partido de vuelta. El 23 de mayo fue titular durante todo el partido de ida de la final frente al Cruz Azul, pero el partido acabó con una derrota por 1-0. La final de vuelta se disputó el 26 de mayo en el Estadio Azteca logrando igualar el marcador global tras ganar el encuentro por 2-1 tras remontar el partido en los últimos minutos, forzando a la prórroga, donde el marcador se mantuvo sin cambios después de los 30 minutos jugados y se accedió a los penaltis. En la tanda desde los 11 metros, el América logró consagrarse campeón del Clausura 2013 tras ganar por un marcador de 4-2 en una de las finales más emotivas de la Liga Mexicana. De esta forma, Rodríguez se convierte en el primer futbolista en ser campeón tanto con Chivas como con el América. El "Maza" disputó 22 encuentros en el Clausura 2013, siendo en 21 de estos titular a excepción del partido en que realizó su debut por las Águilas.
El 10 de agosto frente al Atlante por la tercera fecha del Apertura 2013, Rodríguez anota su primer gol por el América en la victoria como visita por 2-4. El equipo mantuvo un buen nivel en la defensa del título, alcanzando el liderato general de la competencia con 37 puntos. En la liguilla eliminó en cuartos de final a Tigres tras empatar 2 en el partido de ida, y empatar a 1 en el encuentro de vuelta, lo que ocasionó la clasificación del América gracias a los goles de visita. En semifinales enfrentaron al Toluca, donde tras perder por 2-1 el encuentro de ida, lograron remontar la llave tras ganar el encuentro de vuelta por 2-0, accediendo de esta manera a la final con grandes opciones de lograr el bicampeonato. En la gran final enfrentó a León; en ella América perdió por primera vez en la historia los dos juegos de la gran final tras perder el encuentro de ida 2-0 y el encuentro de vuelta por 1-3, partido en el que además Rodríguez fue expulsado a los 54 minutos. Al igual que en el torneo anterior, el "Maza" fue una pieza importante de la defensa del América, llegando a disputar 18 partidos en el Apertura 2013, todos como titular.
Tras la derrota en la final, Miguel Herrera abandonó su cargo como director técnico para asumir definitivamente en la selección mexicana, siendo reemplazado por Antonio Mohamed. Al mando del argentino, Rodríguez se mantuvo gran parte del Clausura 2014 como titular, aunque sin la regularidad que tuvo en los dos anteriores torneos. El América terminó la fase regular ubicado en el quinto lugar de la tabla con 25 puntos, lejos de las actuaciones conseguidas el año anterior. Las Águilas quedaron tempranamente eliminados de los play-offs frente al Santos Laguna en cuartos de final, ya que a pesar de ganar el encuentro de ida por 5-3, perdieron en el partido de vuelta por 3-1 (partido que el "Maza" no disputó debido a su expulsión en la ida), quedando eliminados debido a los goles de visitante. Al finalizar el Clausura 2014, se convirtió en jugador transferible del América al no entrar en los planes del técnico Antonio Mohamed para la próxima temporada.

### Cruz Azul
Previo a su participación en el Mundial de Brasil con la selección mexicana, el 4 de junio de 2014 firma con el Cruz Azul en el Draft del fútbol mexicano, siendo uno de los traspasos más conocidos y polémicos. Tras estar en el banco de suplentes en la primera fecha frente al Pachuca en la derrota por 0-1, realizó su debut la fecha siguiente por los Cementeros el 25 de julio siendo titular en el empate a 1 con el Santos Laguna. El "Maza" rápidamente se gana un puesto como titular en la defensa del equipo dirigido por Luis Fernando Tena, sin embargo el rendimiento del equipo fue muy irregular. El equipo terminó el Apertura 2014 ubicado en la decimotercera posición con solo 21 unidades, sin lograr acceder a los play-off. Rodríguez participó en 14 partidos en el torneo, siendo titular en todos estos. Paralelamente, en el mes de diciembre el equipo participó por primera vez en su historia en el Mundial de Clubes. El 13 de diciembre logran derrotar en la prórroga al Western Sydney Wanderers por los cuartos de final. Sin embargo en semifinales perdieron por goleada de 0-4 frente al Real Madrid. El 20 de diciembre disputaron el partido por el tercer lugar frente al Auckland City, empatando a 1 en el tiempo reglamentario. En la definición a penales Rodríguez convirtió su lanzamiento, pero su equipo perdió por 2-4 y tuvieron que conformarse con el cuarto lugar, empatando lo hecho por los clubes mexicanos América (2006), Pachuca (2008) y Atlante (2009). El "Maza" disputó los tres partidos completos de la competición.
En el Clausura 2015, Rodríguez se mantuvo como titular indiscutido de La Máquina haciendo dupla en el centro de la defensa junto a Julio César Domínguez, llegando a disputar 16 partidos siendo titular en todos estos. Sin embargo al igual que en el torneo anterior, Cruz Azul se quedó sin poder acceder a los play-offs tras culminar ubicado en el noveno puesto de la tabla con 25 unidades, misma cantidad de puntaje que el Pachuca y Santos, pero con peor diferencia de gol. Esto sucedió tras perder el 9 de mayo frente a Leones Negros (equipo que a pesar de su victoria descendió) por 0-2 por la última fecha de la fase regular.
Tras el nuevo fracaso, Tena fue reemplazado en la dirección técnica por Sergio Bueno, quien ratificó al "Maza" como titular en los primeros partidos del Apertura 2015. A inicios de septiembre durante una práctica de la selección mexicana, Rodríguez sufrió una lesión en la rodilla derecha que requirió operación. Tras ser operado, se anunció que estaría fuera de las canchas por cerca de dos meses, perdiéndose lo que restaba de campeonato. Debido a esto, sus apariciones en el Apertura 2015 se vieron reducidas a solo 5 partidos disputados. Cruz Azul fracasaría nuevamente en su intento de clasificar a los play-off bajo la dirección de Tomás Boy, tras culminar en el lugar N.º 14 con 20 unidades.
Tras recuperarse de la lesión, Rodríguez recupera rápidamente su puesto como titular en la defensa de los Cementeros, siendo titular en 14 de los 15 encuentros que disputó en el Clausura 2016. Sin embargo, el rendimiento del equipo no mejoró demasiado con respecto a los anteriores torneos, quedando nuevamente sin acceder a los play-offs tras culminar en el noveno lugar con 22 puntos, a dos unidades de Tigres que terminó en el octavo puesto.
Para el Apertura 2016 no es tomado cuenta por el técnico Tomas Boy luego de diferencias entre ambos. Debido a la mala campaña realizada por el equipo, Boy renuncia y es reemplazado por Joaquín Moreno, quien le da una nueva posibilidad al "Maza" en el equipo. El 29 de octubre debuta en el torneo frente a su exequipo, Club Deportivo Guadalajara, siendo derrotados por 3-2 tras un penal convertido por Alan Pulido luego de una mano cometida en el área por Rodríguez en el último minuto del encuentro.
En el Draft del Clausura 2017 no entró en los planes de Paco Jémez, y fue puesto transferible del Cruz Azul donde en el draft no logró encontrar equipo, y no fue registrado con Cruz Azul para el Clausura 2017. Fue transferido al equipo recién ascendido Lobos BUAP de cara al torneo Apertura 2017.

## Selección nacional
El Maza Rodríguez debutó con la Selección nacional el 18 de febrero de 2004 en un partido amistoso contra Chile.
Para el Mundial del 2006, fue incluido en la lista final de Ricardo La Volpe de 23 jugadores que asistieron a Alemania. Sólo jugaría un encuentro y fue el partido contra Portugal el 21 de junio de 2006.
Fue llamado en diversas convocatorias de Sven Goran Eriksson para los partidos rumbo a Sudáfrica 2010, y llamado por Javier Aguirre quien estuvo en la lista final de 23 para el Mundial del 2010.
El 8 de mayo de 2014 Rodríguez fue incluido por el entrenador Miguel Herrera en la lista final de 23 jugadores que representarán a México en la Copa Mundial de Fútbol de 2014.
El 8 de abril de 2015 tras tener un buen torneo con Cruz Azul, el "Maza" regresa a la Selección Nacional para el amistoso contra la selección de Estados Unidos.
| Club               | País   | PJ  | Goles | Periodo   |
| ------------------ | ------ | --- | ----- | --------- |
| Selección Mexicana | México | 107 | 1     | 2004-2019 |

### Participaciones en Copas del Mundo
| Partidos            | Partidos     | Partidos      | Partidos               | Partidos                  |
| Fecha               | Rival        | Sede          | Estadio                | Resultado                 |
| ------------------- | ------------ | ------------- | ---------------------- | ------------------------- |
| 21 de junio de 2006 | Portugal     | Gelsenkirchen | Veltins-Arena          | Portugal 2 - 1 México     |
| 11 de junio de 2010 | Sudáfrica    | Johannesburgo | Estadio Soccer City    | Sudáfrica 1 - 1 México    |
| 17 de junio de 2010 | Francia      | Polokwane     | Estadio Peter Mokaba   | Francia 0 - 2 México      |
| 22 de junio de 2010 | Uruguay      | Rustenburg    | Estadio Royal Bafokeng | México 0 - 1 Uruguay      |
| 27 de junio de 2010 | Argentina    | Johannesburgo | Estadio Soccer City    | Argentina 3 - 1 México    |
| 13 de junio de 2014 | Camerún      | Natal         | Estadio das Dunas      | México 1 - 0 Camerún      |
| 17 de junio de 2014 | Brasil       | Fortaleza     | Estadio Castelão       | Brasil 0 - 0 México       |
| 23 de junio de 2014 | Croacia      | Recife        | Arena Pernambuco       | Croacia 1 - 3 México      |
| 29 de junio de 2014 | Países Bajos | Fortaleza     | Estadio Castelão       | Países Bajos 2 - 1 México |

| Mundial                        | Sede      | Resultado        | Partidos | Goles |
| ------------------------------ | --------- | ---------------- | -------- | ----- |
| Copa Mundial de Fútbol de 2006 | Alemania  | Octavos de final | 1        | 0     |
| Copa Mundial de Fútbol de 2010 | Sudáfrica | Octavos de final | 4        | 0     |
| Copa Mundial de Fútbol de 2014 | Brasil    | Octavos de final | 4        | 0     |

### Participaciones en Copa FIFA Confederaciones
| Copa                           | Sede     | Resultado    |
| ------------------------------ | -------- | ------------ |
| Copa FIFA Confederaciones 2005 | Alemania | Cuarto lugar |
| Copa FIFA Confederaciones 2013 | Brasil   | Primera fase |

### Participaciones en Copa América
| Copa              | Sede      | Resultado    |
| ----------------- | --------- | ------------ |
| Copa América 2007 | Venezuela | Tercer lugar |

### Participaciones en Copa de Oro de la CONCACAF
| Copa             | Sede           | Resultado |
| ---------------- | -------------- | --------- |
| Copa de Oro 2015 | Estados Unidos | Campeón   |

### Participaciones en Juegos Olímpicos
| Torneo                          | Sede   | Resultado    |
| ------------------------------- | ------ | ------------ |
| Juegos Olímpicos de Atenas 2004 | Grecia | Primera fase |

| Club              | País          | Año           | Partidos | Goles | Asist |
| ----------------- | ------------- | ------------- | -------- | ----- | ----- |
| C. D. Guadalajara | México        | 2002-2008     | 206      | 7     | 2     |
| PSV Eindhoven     | Países Bajos  | 2008-2011     | 88       | 4     | 2     |
| VfB Stuttgart     | Alemania      | 2011-2012     | 50       | 2     | 1     |
| C. América        | México        | 2013-2014     | 57       | 1     | 0     |
| C. F. Cruz Azul   | México        | 2014-2016     | 68       | 0     | 3     |
| C. F. Lobos BUAP  | México        | 2017-2019     | 63       | 3     | 1     |
| Total carrera     | Total carrera | Total carrera | 532      | 17    | 9     |

## Palmarés

### Campeonatos nacionales
| Título                        | Club          | País         | Año  |
| ----------------------------- | ------------- | ------------ | ---- |
| Primera División de México    | Guadalajara   | México       | 2006 |
| Supercopa de los Países Bajos | PSV Eindhoven | Países Bajos | 2008 |
| Primera División de México    | América       | México       | 2013 |

### Campeonatos internacionales
| Título        | Club                | País           | Año  |
| ------------- | ------------------- | -------------- | ---- |
| Copa Oro 2015 | Selección de México | Estados Unidos | 2015 |